# Dilara Uralp Palombo
Dilara Uralp Palombo (* 16. November 1995 in Bad Urach, Deutschland als Dilara Uralp) ist eine türkische Windsurferin.

## Werdegang
Dilara Uralp Palombo nimmt seit 2010 auf internationaler Ebene an Regatten im Windsurfen teil. 2013 wurde sie Sechste im Slalom des Windsurf World Cups. Bei den Olympischen Spielen 2016 in Rio de Janeiro landete sie in der RS:X-Klasse auf dem 22. Platz. 2021 wurde sie bei den Olympischen Spielen in Tokio 24. in der RS:X-Klasse.